# Senatori del Kansas
Il Kansas è entrato a far parte degli Stati Uniti d'America a partire dal 29 gennaio 1861. I senatori del Kansas appartengono alle classi 2 e 3. Gli attuali senatori sono i repubblicani Jerry Moran e Roger Marshall. Fino al 1913 i senatori vennero eletti dall'Assemblea generale del Kansas e, con l'approvazione del XVII emendamento alla Costituzione, in seguito i senatori vennero eletti dai cittadini dello stato. Ogni mandato dura sei anni, e le diverse classi di senatori vengono elette ad intervalli di due anni, in modo che ogni biennio venga rinnovato un terzo del Senato.
L'ultimo senatore democratico eletto in Kansas risale al 1932, ed entrambi i seggi senatoriali sono occupati dai repubblicani dal 1939, il che rappresenta il periodo ininterrotto più lungo in cui un partito controlla entrambi i seggi di uno stato al Senato. Il seggio di classe 2 è occupato ininterrottamente dai repubblicani dal 1919, il record attuale tra tutti i seggi al Senato.

## Elenco

### Classe 2
| N.      | Foto    | Senatore            | Partito      | Carica           | Carica           | Congresso                                                                | Mandati                                                   | Elezioni                                                                                |
| N.      | Foto    | Senatore            | Partito      | Inizio           | Termine          | Congresso                                                                | Mandati                                                   | Elezioni                                                                                |
| ------- | ------- | ------------------- | ------------ | ---------------- | ---------------- | ------------------------------------------------------------------------ | --------------------------------------------------------- | --------------------------------------------------------------------------------------- |
| Vacante | Vacante | Vacante             | Vacante      | 29 gennaio 1861  | 4 aprile 1861    | 36 · 37                                                                  | Elezione avvenuta dopo l'ingresso dello stato nell'Unione | Elezione avvenuta dopo l'ingresso dello stato nell'Unione                               |
| 1       |         | James H. Lane       | Repubblicano | 4 aprile 1861    | 11 luglio 1866   | 37 · 38 · 39                                                             | 1⁄2                                                       | Eletto all'ingresso nell'Unione · 1865 Deceduto                                         |
| Vacante | Vacante | Vacante             | Vacante      | 11 luglio 1866   | 25 luglio 1866   | 39                                                                       |                                                           |                                                                                         |
| 2       |         | Edmund G. Ross      | Repubblicano | 25 luglio 1866   | 3 marzo 1871     | 39 · 40 · 41                                                             | 1⁄2                                                       | Nominato e poi eletto per terminare il mandato Perse la rielezione                      |
| 3       |         | Alexander Caldwell  | Repubblicano | 4 marzo 1871     | 24 marzo 1871    | 42 · 43                                                                  | 1⁄2                                                       | 1871 Dimessosi                                                                          |
| Vacante | Vacante | Vacante             | Vacante      | 24 marzo 1873    | 24 novembre 1873 | 43                                                                       |                                                           |                                                                                         |
| 4       |         | Robert Crozier      | Repubblicano | 24 novembre 1873 | 2 febbraio 1874  | 43                                                                       | 1⁄2                                                       | Nominato per continuare il mandato Non ricandidatosi                                    |
| 5       |         | James M. Harvey     | Repubblicano | 2 febbraio 1874  | 3 marzo 1877     | 43 · 44                                                                  | 1⁄2                                                       | Eletto per terminare il mandato Non ricandidatosi                                       |
| 6       |         | Preston B. Plumb    | Repubblicano | 4 marzo 1877     | 20 dicembre 1891 | 45 · 46 · 47 · 48 · 49 · 50 · 51 · 52                                    | 2 1⁄2                                                     | 1877 · 1883 · 1888 Deceduto                                                             |
| Vacante | Vacante | Vacante             | Vacante      | 20 dicembre 1891 | 1 gennaio 1892   | 52                                                                       |                                                           |                                                                                         |
| 7       |         | Bishop W. Perkins   | Repubblicano | 1 gennaio 1892   | 4 marzo 1893     | 52                                                                       | 1⁄2                                                       | Nominato per continuare il mandato Dimessosi                                            |
| 8       |         | John Martin         | Democratico  | 4 marzo 1893     | 3 marzo 1895     | 53                                                                       | 1⁄2                                                       | Eletto per terminare il mandato di Plumb                                                |
| 9       |         | Lucien Baker        | Repubblicano | 4 marzo 1895     | 3 marzo 1901     | 54 · 55 · 56                                                             | 1                                                         | Eletto nel 1895 Non ottenne la ricandidatura                                            |
| 10      |         | Joseph R. Burton    | Repubblicano | 4 marzo 1901     | 4 giugno 1906    | 57 · 58 · 59                                                             | 1⁄2                                                       | 1901 Dimessosi                                                                          |
| Vacante | Vacante | Vacante             | Vacante      | 4 giugno 1906    | 11 giugno 1906   | 59                                                                       |                                                           |                                                                                         |
| 11      |         | Alfred W. Benson    | Repubblicano | 11 giugno 1906   | 22 gennaio 1907  | 59                                                                       | 1⁄2                                                       | Nominato per continuare il mandato Perse la rielezione                                  |
| 12      |         | Charles Curtis      | Repubblicano | 22 gennaio 1907  | 3 marzo 1913     | 59 · 60 · 61 · 62                                                        | 1                                                         | 1907 Non ottenne la ricandidatura                                                       |
| 13      |         | William H. Thompson | Democratico  | 4 marzo 1913     | 3 marzo 1919     | 63 · 64 · 65                                                             | 1                                                         | 1913 Perse la rielezione                                                                |
| 14      |         | Arthur Capper       | Repubblicano | 4 marzo 1919     | 3 gennaio 1949   | 66 · 67 · 68 · 69 · 70 · 71 · 72 · 73 · 74 · 75 · 76 · 77 · 78 · 79 · 80 | 5                                                         | 1918 · 1924 · 1930 · 1936 · 1942 Dimessosi                                              |
| 15      |         | Andrew F. Schoeppel | Repubblicano | 3 gennaio 1949   | 21 gennaio 1962  | 81 · 82 · 83 · 84 · 85 · 86 · 87                                         | 2 1⁄2                                                     | 1948 · 1954 · 1960 Deceduto                                                             |
| Vacante | Vacante | Vacante             | Vacante      | 21 gennaio 1962  | 31 gennaio 1962  | 87                                                                       |                                                           |                                                                                         |
| 16      |         | James B. Pearson    | Repubblicano | 31 gennaio 1962  | 23 dicembre 1978 | 87 · 88 · 89 · 90 · 91 · 92 · 93 · 94 · 95                               | 2 1⁄2                                                     | Eletto per terminare il mandato · 1966 · 1972 Non ricandidatosi e dimessosi in anticipo |
| 17      |         | Nancy Kassebaum     | Repubblicano | 23 dicembre 1978 | 3 gennaio 1997   | 96 · 97 · 98 · 99 · 100 · 101 · 102 · 103 · 104                          | 3                                                         | Entrata in carica in anticipo essendo già eletta 1978 · 1984 · 1990 Non ricandidatasi   |
| 18      |         | Pat Roberts         | Repubblicano | 3 gennaio 1997   | 3 gennaio 2021   | 105 · 106 · 107 · 108 · 109 · 110 · 111 · 112 · 113 · 114 · 115 · 116    | 4                                                         | 1996 · 2002 · 2008 · 2014 Non ricandidatosi                                             |
| 19      |         | Roger Marshall      | Repubblicano | 3 gennaio 2021   | in carica        | 117 · 118 · 119                                                          | 1                                                         | 2020                                                                                    |

### Classe 3
| N.      | Foto    | Senatore           | Partito      | Carica           | Carica                      | Congresso                                                                | Mandati                                                   | Elezioni                                                                  |
| N.      | Foto    | Senatore           | Partito      | Inizio           | Termine                     | Congresso                                                                | Mandati                                                   | Elezioni                                                                  |
| ------- | ------- | ------------------ | ------------ | ---------------- | --------------------------- | ------------------------------------------------------------------------ | --------------------------------------------------------- | ------------------------------------------------------------------------- |
| Vacante | Vacante | Vacante            | Vacante      | 29 gennaio 1861  | 4 aprile 1861               | 36 · 37                                                                  | Elezione avvenuta dopo l'ingresso dello stato nell'Unione | Elezione avvenuta dopo l'ingresso dello stato nell'Unione                 |
| 1       |         | Samuel C. Pomeroy  | Repubblicano | 4 aprile 1861    | 37 · 38 · 39 · 40 · 41 · 42 | 1 1⁄2                                                                    | 1861 · 1867 Perse la rielezione                           |                                                                           |
| 2       |         | John James Ingalls | Repubblicano | 4 marzo 1873     | 3 marzo 1891                | 43 · 44 · 45 · 46 · 47 · 48 · 49 · 50 · 51                               | 3                                                         | 1873 · 1879 · 1885 Perse la rielezione                                    |
| 3       |         | William A. Peffer  | Populista    | 4 marzo 1891     | 3 marzo 1897                | 52 · 53 · 54                                                             | 1                                                         | 1891 Perse la rielezione                                                  |
| 4       |         | William A. Harris  | Populista    | 4 marzo 1897     | 3 marzo 1903                | 55 · 56 · 57                                                             | 1                                                         | 1897 Perse la rielezione                                                  |
| 5       |         | Chester I. Long    | Repubblicano | 4 marzo 1903     | 3 marzo 1909                | 58 · 59 · 60                                                             | 1                                                         | 1903 Non ottenne la ricandidatura                                         |
| 6       |         | Joseph L. Bristow  | Repubblicano | 4 marzo 1909     | 3 marzo 1915                | 61 · 62 · 63                                                             | 1                                                         | 1909 Non ottenne la ricandidatura                                         |
| 7       |         | Charles Curtis     | Repubblicano | 4 marzo 1915     | 3 marzo 1929                | 64 · 65 · 66 · 67 · 68 · 69 · 70                                         | 2 1⁄2                                                     | 1914 · 1920 · 1926 Dimessosi per diventare Vicepresidente                 |
| Vacante | Vacante | Vacante            | Vacante      | 3 marzo 1929     | 1 aprile 1929               | 71                                                                       |                                                           |                                                                           |
| 8       |         | Henry Justin Allen | Repubblicano | 1 aprile 1929    | 30 novembre 1930            | 71                                                                       | 1⁄2                                                       | Nominato per continuare il mandato Perse l'elezione                       |
| 9       |         | George McGill      | Democratico  | 1 dicembre 1930  | 3 gennaio 1939              | 72 · 73 · 74 · 75                                                        | 1 1⁄2                                                     | Eletto per terminare il mandato · 1932 Perse la rielezione                |
| 10      |         | Clyde M. Reed      | Repubblicano | 3 gennaio 1939   | 8 novembre 1949             | 76 · 77 · 78 · 79 · 80 · 81                                              | 1 1⁄2                                                     | 1938 · 1944 Deceduto                                                      |
| Vacante | Vacante | Vacante            | Vacante      | 8 novembre 1949  | 2 dicembre 1949             | 81                                                                       |                                                           |                                                                           |
| 11      |         | Harry Darby        | Repubblicano | 2 dicembre 1949  | 28 novembre 1950            | 81                                                                       | 1⁄2                                                       | Nominato per continuare il mandato Non ricandidatosi                      |
| 12      |         | Frank Carlson      | Repubblicano | 29 novembre 1950 | 3 gennaio 1969              | 81 · 82 · 83 · 84 · 85 · 86 · 87 · 88 · 89 · 90                          | 3 1⁄2                                                     | Eletto per terminare il mandato · 1950 · 1956 · 1962 Non ricandidatosi    |
| 13      |         | Bob Dole           | Repubblicano | 3 gennaio 1969   | 11 giugno 1996              | 91 · 92 · 93 · 94 · 95 · 96 · 97 · 98 · 99 · 100 · 101 · 102 · 103 · 104 | 4 1⁄2                                                     | 1968 · 1974 · 1980 · 1986 · 1992 Dimessosi per candidarsi alla Presidenza |
| 14      |         | Sheila Frahm       | Repubblicano | 11 giugno 1996   | 6 novembre 1996             | 104                                                                      | 1⁄2                                                       | Nominata per continuare il mandato Non ottenne la ricandidatura           |
| 15      |         | Sam Brownback      | Repubblicano | 7 novembre 1996  | 3 gennaio 2011              | 104 · 105 · 106 · 107 · 108 · 109 · 110 · 111                            | 2 1⁄2                                                     | Eletto per terminare il mandato · 1998 · 2004 Non ricandidatosi           |
| 16      |         | Jerry Moran        | Repubblicano | 3 gennaio 2011   | In carica                   | 112 · 113 · 114 · 115 · 116 · 117 · 118 · 119 · 120                      | 3                                                         | 2010 · 2016 · 2022                                                        |